# Simpang Tolang Jae
Simpang Tolang Jae is een bestuurslaag in het regentschap Mandailing Natal van de provincie Noord-Sumatra, Indonesië. Simpang Tolang Jae telt 123 inwoners (volkstelling 2010).